# 鮑氏眶鋸雀鯛
鮑氏眶鋸雀鯛（學名：Stegastes baldwini），為輻鰭魚綱雀鯛科眶鋸雀鯛屬下的一個種，分布於中太平洋東部克利珀頓島海域，深度1至20公尺，本魚體呈橢圓形而側扁，吻短而鈍圓。口中型，具頜齒，小而呈圓錐狀，眶下骨裸出，下緣具鋸齒，前鰓蓋骨後緣具鋸齒，下鰓蓋骨後緣無鋸齒，體被櫛鱗，鱗片邊緣黑色形成網狀紋，體前半部黃色，後半部深褐色，尾柄部白色，並具有數個黃色斑點，背鰭硬棘12枚、背鰭軟條15-16枚、臀鰭硬棘2枚、臀鰭軟條13枚，體長可達9公分，棲息在珊瑚礁及岩礁，以藻類等為食，具有領域性，繁殖期時成對出現，雄魚會守護卵直到孵化，生活習性不明。